# Schistidium flexifolium
Schistidium flexifolium là một loài Rêu trong họ Grimmiaceae. Loài này được (Hampe) Ochyra mô tả khoa học đầu tiên năm 1998.